# 신상규 (축구인)
신상규(1984년 5월 1일 ~ )는 대한민국의 축구 지도자로 현재 중국 갑급리그 청두 룽청의 피지컬 코치 겸 인도네시아 축구 국가대표팀의 피지컬 코치를 맡고 있다.